# Amatsukami
Amatsukami (天津神, 天つ神, 'Kami  of heaven') est l'une des trois catégories de kami, avec leur homologue terrestre Kunitsukami (国津神, 国つ神)  et yaoyorozu-no-kami (八百万の神):56.

À l'époque de Ninigi, la propriété des terres fut transférée de Kunitsukami à Amatsukami.

## Mythologie
Amatsukami fait référence aux kami résidant à Takamagahara, ainsi qu'aux kami nés à Takamagahara mais descendus plus tard au Japon. Dans l'événement mythologique du kuni-yuzuri (en), les descendants des amatsukami sont descendus pour pacifier le monde occupé par les kunitsukami,. 
Susanoo-no-Mikoto, qui fut chassé de Takamagahara, et ses descendants, comme Ōkuninushi, sont considérés comme des Kunitsugami.

## Liste desamatsukami
- Kotoamatsukami
  - Amenominakanushi
  - Takamimusubi
  - Kamimusubi
  - Umashiashikabihikoji
  - Amenotokotachi
- Kamiyonanayo
  - Kuninotokotachi
  - Toyokumonu (ja)
  - Uhijini and Suhijini (ja)
  - Tsunugui and Ikugui (ja)
  - Otonoji and Otonobe (ja)
  - Omodaru and Ayakashikone (ja)
  - Izanagi
- Shusaishin
  - Amaterasu
- Autres
  - Ame-no-oshihomimi
  - Ninigi
  - Takemikazuchi
  - Omoikane
  - Ame-no-Koyane
  - Ame-no-Uzume
  - Ame-no-Tajikarao
  - Tamanooya-no-Mikoto (en)
  - Futodama (en)
  - Ame no Wakahiko (en)
  - Ame no Hohi

## Voir également
- Crimes célestes et terrestres
- Ases et Vanir